# Coburg (distrito)
Coburg, ou, na sua formar portuguesa, Coburgo, é um distrito da Alemanha, na região administrativa da Alta Francónia, estado de Baviera. Com uma área de 592,00 km² e com uma população de 92.200 habitantes (2001).

## Cidades e Municípios
- Cidades:

1. Bad Rodach
2. Neustadt bei Coburg
3. Rödental
4. Seßlach

- Municípios:

1. Ahorn
2. Dörfles-Esbach
3. Ebersdorf
4. Großheirath
5. Grub am Forst
6. Itzgrund
7. Lautertal
8. Meeder
9. Niederfüllbach
10. Sonnefeld
11. Untersiemau
12. Weidhausen
13. Weitramsdorf